# El Dorado County
El Dorado County ist ein County im US-Bundesstaat Kalifornien. Der Verwaltungssitz (County Seat) ist Placerville. Es liegt im nördlichen Osten des Bundesstaates und hat eine Fläche von 4631 Quadratkilometern.

## Geschichte
El Dorado County war 1850 eines der Gründungscountys in Kalifornien. Das Gebiet wurde 1854 aus Teilen von Amador County und 1864 aus Teilen von Alpine County erweitert.
Im El Dorado County liegt eine National Historic Landmark, die Siedlung Coloma. 17 weitere Bauwerke und Stätten des Countys sind im National Register of Historic Places eingetragen.

## Demografische Daten

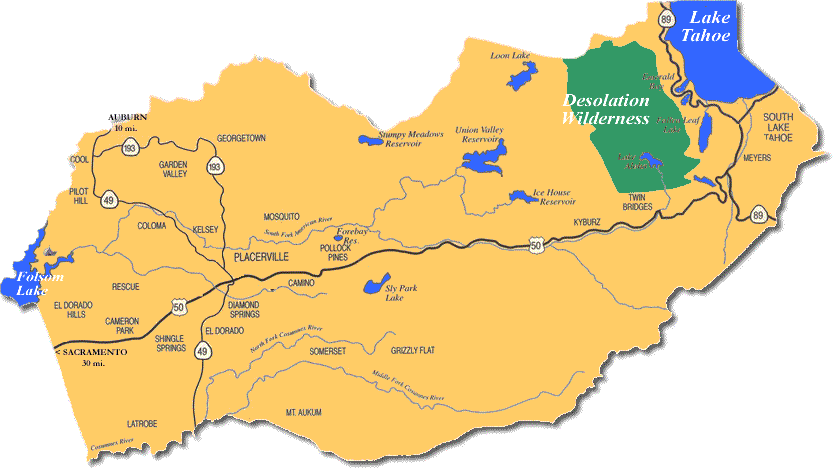
Karte des El Dorado Countys

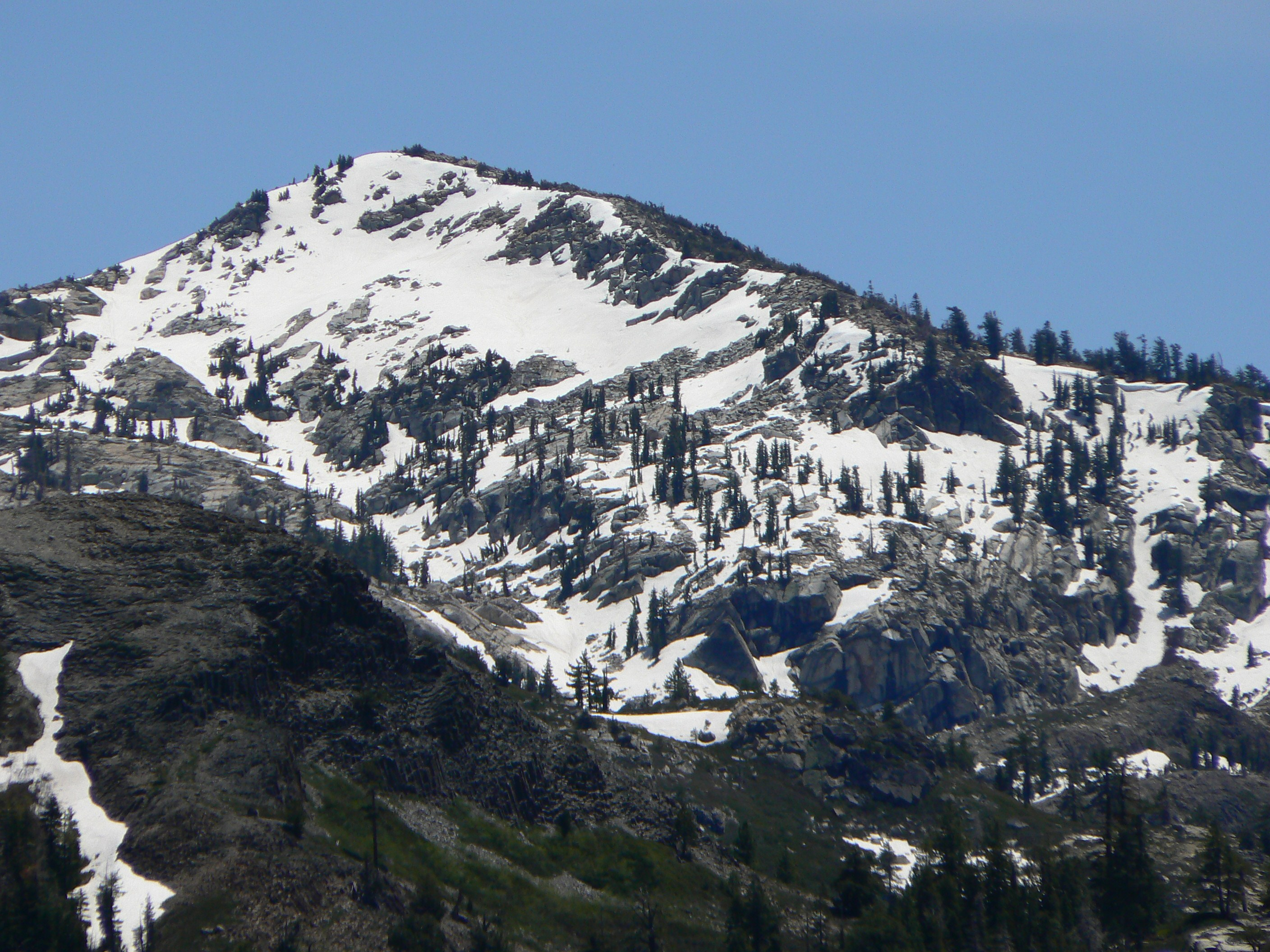
Der Tells Peak, gehört zu den Sierra Nevada Mountains

Nach der Volkszählung im Jahr 2000 lebten im El Dorado County 156.299 Menschen. Es gab 58.939 Haushalte und 43.025 Familien. Die Bevölkerungsdichte betrug 35 Einwohner pro Quadratkilometer. Ethnisch betrachtet setzte sich die Bevölkerung zusammen aus 89,71 % Weißen, 0,52 % Afroamerikanern, 1,00 % amerikanischen Ureinwohnern, 2,13 % Asiaten, 0,13 % Bewohnern aus dem pazifischen Inselraum und 3,55 % aus anderen ethnischen Gruppen; 2,96 % stammten von zwei oder mehr ethnischen Gruppen ab. 9,32 % der Bevölkerung waren spanischer oder lateinamerikanischer Abstammung.
Von den 58.939 Haushalten hatten 34,20 % Kinder und Jugendliche unter 18 Jahre, die bei ihnen lebten. 60,10 % waren verheiratete, zusammenlebende Paare, 8,90 % waren allein erziehende Mütter. 27,00 % waren keine Familien. 20,10 % waren Singlehaushalte und in 7,30 % lebten Menschen im Alter von 65 Jahren oder darüber. Die Durchschnittshaushaltsgröße betrug 2,63 und die durchschnittliche Familiengröße lag bei 3,04 Personen.
Auf das gesamte County bezogen setzte sich die Bevölkerung zusammen aus 26,10 % Einwohnern unter 18 Jahren, 6,80 % zwischen 18 und 24 Jahren, 27,80 % zwischen 25 und 44 Jahren, 26,90 % zwischen 45 und 64 Jahren und 12,40 % waren 65 Jahre alt oder darüber. Das Durchschnittsalter betrug 39 Jahre. Auf 100 weibliche Personen kamen 99,50 männliche Personen, auf 100 Frauen im Alter ab 18 Jahren kamen statistisch 97,30 Männer.
Das jährliche Durchschnittseinkommen eines Haushalts betrug 51.484 USD, das Durchschnittseinkommen der Familien betrug 60.250 USD. Männer hatten ein Durchschnittseinkommen von 46.373 USD, Frauen 31.537 USD. Das Prokopfeinkommen betrug 25.560 USD. 7,10 % Prozent der Bevölkerung und 5,00 % der Familien lebten unterhalb der Armutsgrenze. 7,60 % davon waren unter 18 Jahre und 5,00 % waren 65 Jahre oder älter.

## Orte im County

### Citys
- Placerville (County Seat)
- South Lake Tahoe

### CDPs
| - Auburn Lake Trails - Cameron Park - Camino - Cold Springs - Coloma - Diamond Springs - El Dorado Hills | - Georgetown - Grizzly Flats - Meyers - Pollock Pines - Shingle Springs - Tahoma‡ |

‡ Dieser Ort liegt teilweise in einem benachbarten County